# Пастухова (присілок)
Пастухо́ва (рос. Пастухова) — присілок у складі Ісетського району Тюменської області, Росія.
Населення — 24 особи (2010, 19 у 2002).
Національний склад станом на 2002 рік:
- росіяни — 90 %